# Paramesotriton
Paramesotriton är ett släkte av groddjur som ingår i familjen salamandrar.
Dessa salamandrar förekommer i södra Kina, Laos och Vietnam.

Arter enligt Catalogue of Life:
- Paramesotriton caudopunctatus
- Paramesotriton chinensis
- Paramesotriton deloustali
- Paramesotriton fuzhongensis
- Paramesotriton guanxiensis
- Paramesotriton hongkongensis
- Paramesotriton laoensis
- Paramesotriton longliensis
- Paramesotriton zhijinensis

Amphibian Species of the World listar ytterligare 5 arter:
- Paramesotriton labiatus
- Paramesotriton maolanensis
- Paramesotriton qixilingensis
- Paramesotriton wulingensis
- Paramesotriton yunwuensis